# Districtul Chai Wan
Chai Wan (în thailandeză ไชยวาน) este un district (Amphoe) din provincia Udon Thani, Thailanda, cu o populație de 38.209 locuitori și o suprafață de 326,155 km².

## Componență
Districtul este subdivizat în 4 subdistricte (tambon), care sunt subdivizate în 51 de sate (muban).
| Nr. | Nume      | În thailandeză | Sate | Locuitori |
| --- | --------- | -------------- | ---- | --------- |
| 1.  | Chai Wan  | ไชยวาน         | 17   | 13,121    |
| 2.  | Nong Lak  | หนองหลัก        | 12   | 10,011    |
| 3.  | Kham Lo   | คำเลาะ         | 11   | 7,980     |
| 4.  | Phon Sung | โพนสูง          | 11   | 7,097     |